# 산타바르바라주

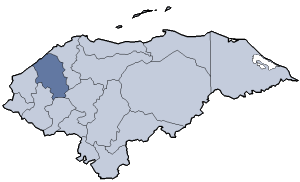
산타바르바라 주의 위치

산타바르바라주(스페인어: Santa Bárbara)는 온두라스 북서부에 위치한 주로 주도는 산타바르바라이며 면적은 5,115km2, 인구는 368,298명(2005년 기준)이다. 28개 지방 자치체를 관할한다. 북서쪽으로는 과테말라와 국경을 접한다.